# Organisme exigent
Un organisme exigent és qualsevol organisme que té necessitats nutricionals complexes o particulars. És a dir, un organisme exigent només creixerà quan s'afigen nutrients específics al seu medi. El terme microorganisme exigent s'utilitza en microbiologia per a referir-se alsmicroorganismes que només poden ser cultivats si hi ha uns nutrients específics al seu medi de cultiu. Per tant, l'exigència de la qual parlem, és la dificultat que presenta el microorganisme per ser cultivat mitjançant els mètodes coneguts.
Els requisits que algunes espècies microbianes tenen per a créixer i sobreviure no només són nutricionals. La presència o absència de senyals químics produïts per altres espècies de microorganismes també poden condicionar el creixement d'una espècie.

## Exemples
Un exemple de bacteri exigent és Neisseria gonorrhoeae, el qual necessita sang o hemoglobina i diversos aminoàcids i vitamines per créixer. Altres exemples són Campylobacter spp. i Helicobacter spp., que són capnòfils - requereixen CO 2 elevat per a créixer- entre altres requisits. Els organismes exigents no són necessàriament "febles", poden ser prou difícils de matar, i poden créixer i desenvolupar-se exitosament en el seu nínxol ecològic particular, el qual disposa dels nutrients i temperatura necessaris, a més de l'absència dels seus competidors. Però la dificultat de preparar amb precisió un medi de cultiu paregut al seu medi natural dificulta el seu cultiu. Per exemple, Treponema pallidum no és fàcil de cultivar, però és difícil d'erradicar de tots els teixits d'una persona amb sífilis.

## Importància
Un exemple de la rellevància pràctica dels organismes exigents és que un resultat de cultiu negatiu podria ser un fals negatiu; el cultiu podria no presentar creixement del microorganisme, però aquest sí podria estar al lloc (o individu) on s'ha pres la mostra. Aleshores, el cultiu per si sol, pot no ser suficient per a ajudar el personal sanitari a esbrinar el/s microorganisme/s responsables de malalties com pneumònia o sèpsia en un pacient hospitalitzat. Açò dificulta fer la diagnosi de forma ràpida.
Quan cal determinar quins bacteris o fongs estan presents en un lloc, els científics (microbiòlegs, ambientòlegs, genetistes...) acostumen també a emprar proves basades en la seqüenciació genètica, les quals detecten l'ADN o l'ARN dels organismes presents independentment de si es poden cultivar o no. Es pot detectar la seua presència encara que només hi haja fragments o espores, i no cèl·lules senceres del microorganisme. A més de l'anàlisi genètica, també es poden dur a terme proves immunològiques, les quals es basen en el reconeixement dels antígens presents als organismes que intentem detectar en una mostra.
Aquestes últimes proves, les genètiques i immunològiques, també poden donar lloc a errors en una diagnosi si no s'interpreten bé, ja que, detectar la presència d'un microorganisme, no implica que aquest siga el responsable de la malaltia que colpeja el pacient, tot depén del context. És molt important la faena d'interpretació dels resultats que fa el científic investigador, o sanitari. Ha de ser capaç d'entendre quan pot haver estat un fals positiu arran d'una contaminació, per exemple.